# Amore e Psiche (Giovanni Maria Benzoni)
Amore e Psiche è un gruppo scultoreo realizzato da Giovanni Maria Benzoni esposto presso la Galleria d'Arte Moderna di Milano.

## Storia e descrizione
Il gruppo scultoreo, considerato tra le maggiori prove dello scultore Giovanni Maria Benzoni, fu eseguito nel 1845 durante il soggiorno romano dell'artista e fa parte dell'ampio filone di opere omaggio all'Amore e Psiche del Canova. Il gruppo fu commissionato da tale Antonio Bisleri, milanese, e venne donato da un erede nel 1923 alla galleria d'arte moderna dov'è oggi esposto. L'opera fu eseguita in otto copie, di cui una per Nicola I di Russia esposta oggi all'Ermitage.
Nonostante il modello di Amore e Psiche sia tra i più usati della statuaria classica, il Benzoni scelse un momento del mito raramente rappresentato, ovvero il momento successivo al risveglio di Psiche da parte di Eros dopo che questa aveva apertura il vaso contenente vapori infernali, dove Eros sta per andare ma viene trattenuto da Psiche. Oltre all'esplicito riferimento all'opera canoviana, la composizione presenta un fitto panneggio nelle vesti ed un certo virtuosismo nella resa delle capigliature dei soggetti mutuata dalla scultura neoclassica: non mancano tuttavia influenze barocche dichiarate dallo stesso Benzoni, in particolare verso la tecnica del Bernini. Nonostante il tema dichiaratamente classico in un ambiente sempre più influenzato dalle tematiche romantiche, la scultura riscosse all'epoca della sua esposizione moltissimi elogi e si aggiunse alla schiera delle opere scultoree ispirate allo stesso soggetto fra cui quelle di Salvatore Albano, Francesco Barzaghi, Serafino Ramazzotti, Giulio Branca, Lot Torelli e Sandro Macdonald.